# Stazione di Honjō-Waseda
La stazione di Honjō-Waseda (本庄早稲田駅?, Honjō-Waseda-eki) è una stazione ferroviaria della città di Honjō, nella prefettura di Saitama della regione del Kantō utilizzata dai servizi Shinkansen. Non essendo nelle immediate vicinanze di centri abitati, è presente un grande parcheggio scambiatore.

## Linee
East Japan Railway Company
■ Jōetsu Shinkansen
■ Hokuriku Shinkansen

### Binari
| 1 | ■ Jōetsu Shinkansen   | Takasaki, Echigo-Yuzawa, Niigata |
| 1 | ■ Hokuriku Shinkansen | Takasaki, Nagano                 |
| 2 | ■ Jōetsu Shinkansen   | Ōmiya, Tōkyō                     |

## Intorno alla stazione
- Università di Waseda Honjō Campus
- Stazione di Honjō (Saitama) (本庄駅, distanza di 2 km?) -  JR East, ■ Linea Takasaki
- Honjō-Kodama IC (本庄児玉インターチェンジ?) - Autostrada Kan'etsu (関越自動車道?)

## Stazioni adiacenti
| «                                   | Servizio                            | »                                   |
| Jōetsu Shinkansen Nagano Shinkansen | Jōetsu Shinkansen Nagano Shinkansen | Jōetsu Shinkansen Nagano Shinkansen |
| ----------------------------------- | ----------------------------------- | ----------------------------------- |
| Kumagaya                            | -                                   | Takasaki                            |